# Сіхарулідзе Василь Володимирович
Василь Володимирович Сіхарулідзе (1913, село Букісцихе, тепер Чохатаурський муніципалітет, Грузія — ?) — грузинський радянський діяч, 1-й секретар райкому імені 26 комісарів КП(б) Грузії міста Тбілісі, 1-й секретар Махарадзевського райкому КП(б) Грузії. Депутат Верховної ради СРСР 2—3-го скликань. Герой Соціалістичної Праці (21.02.1948)

## Життєпис
Народився в селянській родині. Трудову діяльність розпочав робітником на чайних плантаціях.
З 1932 року — на комсомольській, профспілковій та газетній роботі. Член ВКП(б).
З кінця 1930-х по жовтень 1942 року — 1-й секретар районного комітету імені 26 комісарів КП(б) Грузії міста Тбілісі.
У жовтні 1942 — 1952 року — 1-й секретар Махарадзевського районного комітету КП(б) Грузії.
Указом Президії Верховної ради СРСР від 21 лютого 1948 року Василю Сіхарулідзе присвоєно звання Героя Соціалістичної Праці за «отримання високих урожаїв кукурудзи та пшениці в 1947 році» з врученням ордена Леніна та золотої медалі «Серп і Молот».
20 вересня 1952 року виключений із ВКП(б) за «протизаконні дії, провокаційну балаканину і невитриманість у побуті», заарештований та засуджений за «протизаконні дії, побори з колгоспів та провокаційну балаканину». Позбавлений нагород.
З середини 1950-х років працював в Управлінні сільського господарства Ради міністрів Грузинської РСР.
Подальша доля невідома.

## Звання
- батальйонний комісар

## Нагороди
- Герой Соціалістичної Праці (21.02.1948)
- чотири ордени Леніна (5.01.1944, 21.02.1948, 29.08.1949, 14.11.1951)
- орден Вітчизняної війни І ст. (24.02.1946)
- орден «Знак Пошани» (24.02.1941)
- медаль «За оборону Кавказу» (1.05.1944)
- медаль «За доблесну працю у Великій Вітчизняній війні 1941—1945 рр.» (1945)
- медалі